# Гергей, Шандор
Шандор Гергей (венг. Gergely Sándor, настоящие имя и фамилия — Александр Грюнбаум, венг. Grünbaum Sándor; 2 февраля 1896, Дойчкройц, Австро-Венгрия — 14 июня 1966, Будапешт, ВНР) — венгерский писатель
, журналист, редактор, общественный деятель. Лауреат Премии имени Кошута (1949, 1956).

## Биография
Еврейского происхождения. После окончания школы, некоторое время занимался журналистикой. Участник Первой мировой войны с 1915 года. Сражаясь на Западном фронте был ранен, ослеп. После нескольких перенесенных операций, в 1920 году восстановил зрение.
В 1923 году редактировал газету «Kékmadár». В 1924-1925 годах руководил информационным бюллетнем Мишкольца, но из-за радикальных взглядов был уволен.
Был членом Социал-демократической партии Венгрии.
С 1926 года — член нелегальной Венгерской коммунистической партии. В 1929 году исключён из рядов СДП Венгрии.
В 1931 году эмигрировал в СССР. В 1931—1945 годах жил в СССР, где редактировал журнал «Sarló és Kalapács» (Серп и молот), с 1937 года был редактором журнала «Új Hang». В 1945 году вернулся в Венгрию. С 1945 по 1951 год был президентом Свободного союза писателей Венгрии.

## Творчество
В 1922 году опубликовал сборник новелл «Пустыня». В романах «Мир» (1924, рус. пер. «Ночь над Будапештом», 1937), «Удивительная жизнь Фицко Ахрема» (1925) жизнь городских низов изображена с элементами натурализма. Романы «Древоточец» (1929, рус. пер. 1933), «Что-то готовится» (1931, рус. пер. 1932) повествуют о подпольной работе коммунистов.
Автор исторической трилогии о венгерской крестьянской войне «Дьердь Дожа» (т. 1-3, 1936-54; рус. пер. т. 1 под названием «1514», 1937) и романа «Гремит барабан» (1934, рус. пер. 1936) о крестьянских волнениях в хортистской Венгрии. В 1952 опубликовал роман «Жаркое лето» о новой венгерской деревне. В романе «Тернистый путь» (1955, рус. пер. 1959) Г. рассказал о пути интеллигента к рабочему движению.

## Избранная библиография
- Sivatag (Рассказ, 1922)
- Béke (Роман, 1924)
- Achrem Fickó csudálatos élete (Роман, 1925)
- Hidat vernek (Роман, 1927)
- Játszik az utca (Роман, 1927)
- Szú (Роман, 1929)
- A Dózsa féle parasztforradalom története (историческое исследование, 1929)
- Embervásár (Роман, 1930)
- Munkáskultúra (исследование,, 1930)
- Valami készül (Роман, 1931)
- Pereg a dob (Роман, 1934)
- Úriszék (1936)
- Vitézek és hősök (Новелла, 1937)
- Der Namenlose (1937)
- A nagy tábor (1939)
- Vitézek és hősök (пьеса, 1940)
- Bor (Рассказ, 1941)
- Uj falu (1943)
- A dehkánok földjén (1943)
- Tüzes trónus (1945)
- Szép úr hétköznapjai (Рассказ, 1946)
- Az utolsó felvonás (Роман, 1947)
- Gyanú (Рассказ, 1948)
- Épül az új világ (Статья, 1949)
- Hív az erdő (Рассказ, 1949)
- Farkasok (1950)
- Falusi jelentés (1951)
- Forró nyár (Роман, 1952)
- Szakadék szélén (Рассказ, 1952)
- Találkozó (Рассказ, 1952)
- Felszáradnak a könnyek (Роман, 1954)
- Rögös út I.-II. (Роман, 1955—1956)
- Őszi reggel (1957)
- A Nagy Föld (1957)
- Emberek között (1958)
- Tiltott utak (Роман, 1961)
- Felsőbb osztályba léphet (Роман, 1964)
- Hallgatás közben (1965)
- Dózsa György I-II-III. (Трилогия, 1966)
- Valami készül — Szú — Embervásár (1967)
- Emberek között I—II. (Драма, 1968)
- Drámák (bevezető (1971)
- Hittel és indulattal (сборник статей, 1975)